# Штефан Квієтік
Штефан Квієтік (10 травня 1934 — 21 березня 2025) — чехословацький та словацький актор. За його плечима зо два десятки ролей, в основному ще до розділу Чехословаччини.

## Біографія

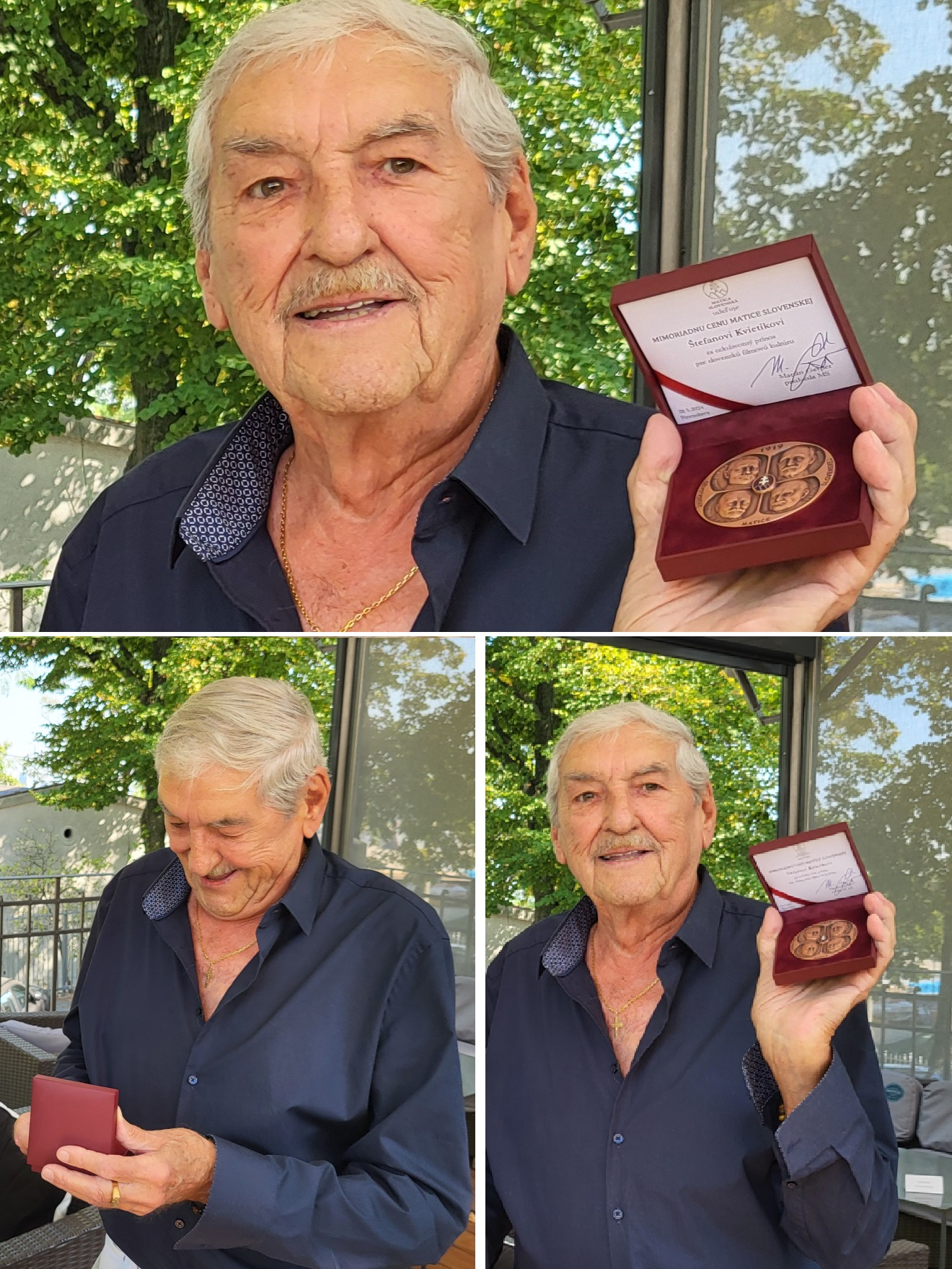
Штефана Квієтик з нагородою Матики Словаччини за внесок у словацьку кінокультуру

Штефан Квієтік народився у населеному пункті Долне Плахтінце. Як і більшість поселень Західної Європи, це мало вікову історію. У роки дитинства Штефана його батьківщину спочатку анексував Третій Відважний рейх, потім Радянський Союз, тож на його безтурботні у мирний час етапи дорослішання випало немало поневірянь, продиктованих самим своїм часом. Втім, це лише закарбувало в хлопцеві такі риси, як залізна воля та наполегливість. Обидві приносили Штефанові плоди у виляді нових і нових ролей.

## Фільмографія
| Рік       |    | Українська назва             | Оригінальна назва | Роль |
| --------- | -- | ---------------------------- | ----------------- | ---- |
| 1960      | ф  | Футбольний фанатик в офсайді |                   |      |
| 1961      | ф  | На марші не співають         |                   |      |
| 1962      | ф  | Боксер і смерть              |                   |      |
| 1962      | ф  | Шлях воронів                 |                   |      |
| 1966      | ф  | Живий бич                    |                   |      |
| 1966      | ф  | Майстер-кат                  |                   |      |
| 1966      | ф  | Романс для корнета           |                   |      |
| 1970      | ф  | Мідна башта                  |                   |      |
| 1973      | ф  | Гіркота розлучення           |                   |      |
| 1974      | ф  | Велика ніч, великий день     |                   |      |
| 1974      | ф  | День, котрий не помре        |                   |      |
| 1974      | ф  | Хто йде у дощ                |                   |      |
| 1974      | ф  | Соколово                     |                   |      |
| 1974—1979 | с  | 30 випадків майора Земана    |                   |      |
| 1976      | ф  | Червоне вино                 |                   |      |
| 1976      | ф  | Солдати свободи              |                   |      |
| 1982      | ф  | За околицею дракон           |                   |      |
| 1983      | ф  | Тисячолітня бджола           |                   |      |
| 1989      | ф  | Сиджу на гілці та мені добре |                   |      |
| 1997      | ф  | Табір пропащих жінок         |                   |      |
| 2007      | мф | Розмова з неприятелем        |                   |      |